# José María Setién
José María Setién Alberro (Hernani, Guipúzcoa; 18 de marzo de 1928-San Sebastián, Guipúzcoa; 10 de julio de 2018) fue un sacerdote católico español, que fue obispo auxiliar de San Sebastián entre 1972 y 1979, y titular entre dicho año y el 2000.

## Biografía
Nació el seno de una familia acomodada de Hernani, siendo su padre el arquitecto Miguel Ángel Setién y fue el menor de cuatro hermanos.
Llegó a ser licenciado en Teología y doctor en Derecho canónico. Estudió en el Seminario de Vitoria, luego con beca fue Universidad Gregoriana de Roma, finalizando su formación Alemania. La estancia en este país influyó en su evolución política que el profesor de Teología en la Universidad de Deusto Rafael Aguirre, definió terminológicamente ha asumido una clara opción nacionalista. Permaneció después en el seminario vitoriano, donde fue ordenado en 1951 y se incorporó como profesor de Teología Moral y director espiritual. En 1960 se trasladó a la Universidad Pontificia de Salamanca como profesor de Derecho y Teología (facultad esta última en donde llegó al decanato).
A finales de la década de 1960 fue nombrado vicario general en la diócesis de Santander, para ser después nombrado obispo auxiliar de San Sebastián en 1972. 
Su notoriedad a nivel nacional llegó con motivo de los funerales por Francisco Franco el 21 de noviembre de 1975. En principio la ceremonia la tenía que realizar el obispo Jacinto Argaya, que era más próximo al dictador y diplomático, pero este quedó en Madrid al suspenderse el vuelo por causas meteorológicas, por lo que le tocó sustituirlo. Su homilía apenas se refirió al finado, que tras una breve referencia inicial pasó a un papel muy secundario, siendo el protagonismo el de la muerte y su significado tanto a nivel humano y religioso. Cuando finalizó, parte del público que abarrotaba la catedral del Buen Pastor) empezó mostrar su disconformidad con su contenido. Tal era el escándalo que el gobernador civil Emilio Rodríguez Román tuvo que ponerse al micrófono y pedir calma, a la vez que ordenó que fuerzas de la Policía Armada se desplegaran en el pasillo central y la puerta de la sacristía por la que tendría que salir el prelado y los otros ocho sacerdotes concelebrantes. A la salida, parte del público marchó a las cercanas oficinas del Obispado, donde se subió a un balcón donde colocaron una bandera nacional con el crespón negro.
En 1979 pasó a ser el obispo diocesano, hasta el año 2000, periodo en el que las sucesivas polémicas en que se vio envuelto, llevaron a convertirlo en uno de los prelados más conocidos. Durante ese periodo participó en las comisiones Conferencia Episcopal Española, para la Doctrina de la Fe y de la Pastoral Social. Siendo un defensor del diálogo para la consecución de la paz.
Para muchos católicos  el trabajo de ministerio episcopal de José María Setién se caracterizó por volcar en Guipúzcoa el espíritu del Concilio Vaticano II, trasladando la visión de la Iglesia católica universal a esta Iglesia local, deslegitimando de una forma radical la violencia, tanto de ETA como de los GAL y de los excesos del Estado, mostrándose en todo momento contrario al asesinato y a la tortura. De hecho personas importantes de la política guipuzcoana como Eider Mendoza, quien fuese presidenta de la Juntas Generales de Guipúzcoa en el momento del fallecimiento del obispo, y Diputada General desde 2023, escribió el artículo "En reconocimiento a un gran obispo" Encabezó marchas multitudinarias por la paz, y apoyó las misiones, realizando gestos que tuvieron una gran repercusión como cuando pasó las navidades de 1996 en Ruanda.
Durante su largo episcopado, también existieron voces discrepantes, hacía su actitud provocando fricciones. Sectores de la sociedad, como políticos del Partido Popular,le acusaban de ser tibio con la banda terrorista ETA: tras el asesinato del senador socialista Enrique Casas no permitió que su funeral se celebrase en la catedral, mientras que durante la tregua de 1998 fueron muy conflictivas sus cartas pastorales, en las que llegó a manifestar que la Constitución española de 1978 debía recoger el derecho a la autodeterminación del pueblo vasco. Ese mismo año se ofreció a mediar a favor de los presos políticos. 
El papa Juan Pablo II aceptó en el año 2000 su renuncia al episcopado alegando razones de salud.
En 2003 recibió la medalla de oro de Guipúzcoa.
En 2007 publicó el libro Un obispo vasco ante ETA,  Un año más tarde declaró que para hablar con ETA no es imprescindible que deje de matar.
En 2009 fue elegido miembro de número de Jakiunde, Academia de las Ciencias, de las Artes y de las Letras del País Vasco.
Murió en el hospital Donostia en la madrugada del 10 de julio de 2018 en San Sebastián, tras no superar un ictus que había sufrido el 8 de julio. Su cuerpo descansa en la catedral del Buen Pastor de San Sebastián, donde se realizó una multitudinaria misa funeral en su honor.

## Obras
- Exigencias cristianas en el desarrollo económico-social: comentarios a la encíclica "Mater et Magistra". En colaboración con: Carlos Abaitua, Ricardo Alberdi. (Studium, 1962).
- Libertad de conciencia y tolerancia. (Lumen, 1963).
- La Iglesia y lo social: ¿Intromisión o mandato?. (Guadarrama, 1963)
- Iglesia y libertades políticas. (Cristiandad, 1964).
- Libertad y libertades políticas. (Ethos, 1965).
- Síntesis de formación cristiana para candidatos al sacerdocio o a la vida religiosa y para apóstoles seglares. (PPC, 1968).
- Concordato y sociedad pluralista. En colaboración con: José María Díez-Alegría, J. Puente Egido. (Sigueme, 1972).
- Conflicto cultural y comunidad cristiana: reflexión teológico-pastoral. En colaboración. (Desclée de Brouwer, 1981). ISBN 84-330-0580-4
- Al servicio de la paz en la justicia. (Idatz, 1985). ISBN 84-85713-34-6
- La paz es posible. (Idatz, 1992). ISBN 84-85713-93-1
- La reconciliación, camino para la pacificación: Carta-pastoral de Adviento-Navidad. (Idatz, 1994). ISBN 84-88774-07-9
- Renunciar a la violencia para hacer la paz. Carta pastoral de Adviento-Navidad. (Idatz, 1995). ISBN 84-88774-14-1
- También hoy es posible la paz, hagámosla. Carta pastoral de Adviento-Navidad (Idatz, 1996) . ISBN 84-88774-26-5
- Savater y Setién: un diálogo sobre la ética. (Talaia: hausnarketarako aldizkaria=revista para el debate, 1997).
- Humanizar los caminos de la pacificación. Carta pastoral de Adviento-Navidad (Idatz, 1997). ISBN 84-88774-42-7
- Cartas a las comunidades contemplativas. (Idatz, 1997) ISBN 84-88774-38-9
- Caminemos juntos hacia la pacificación. Carta pastoral de Adviento-Navidad (Idatz, 1998). ISBN 84-88774-60-5
- Obras completas, 8 v.: I. Dios: política-paz.  II. Pacificación y justicia . III. Ética y humanismo cristiano.  IV. Iglesia y evangelización, la Iglesia al servicio de la evangelización. V. Iglesia y evangelización, sujetos de la acción evangelizadora.  VI. Iglesia y evangelización, Acciones evangelizadoras de la Iglesia. VII. Iglesia y evangelización,  Acción caritativo-social de la Comunidad Cristiana. VIII.  Homilías. (Idatz, 1998-2010).
- Función del Estado y de la soberanía en una sociedad plurinacional: reflexión ética. En: Pueblo vasco y soberanía: aproximación histórica y reflexión ética. (Ostoa, 2003). ISBN 84-88960-95-6
- De la ética y el nacionalismo. (Erein, 2003). ISBN 84-9746-112-6
- Pacem in Terris. A los 40 años de la "Pacem in Terris": innovación y actualidad. (Idatz, 2003). ISBN 84-95909-26-X
- Bases éticas para la paz: reflexiones actuales sobre la Pacem in Terris. (Ostoa, 2004). ISBN 84-96288-10-2
- Unidad de España y juicio ético. (Erein, 2004). ISBN 84-9746-198-3
- Un obispo vasco ante ETA. (Crítica, 2007). ISBN 978-84-8432-956-5
- Laicidad del Estado e Iglesia. (PPC, 2007). ISBN 978-84-288-4860-5
- Cultura, libertad y educación, en Euskadi. (Idatz, 2010). ISBN 978-84-96903-49-4
- Paz-pacificación-reconciliación. XX Semana Social "Ricardo Alberdi" (Idatz, 2012). ISBN 978-84-96903-73-9
- Vivir juntos en paz hoy-aquí. En colaboración con: Patxi Meabe, Pako Etxebeste, Arturo García, Ramón Balentziaga (Oreki Fundazioa, 2013). ISBN 978-84-616-7390-2

## Sucesión
| Predecesor: Gustave Joseph Bouve      | Obispo titular de Zama Minor 1972-1979 | Sucesor: Carmelo Juan Giaquinta         |
| Predecesor: Jacinto Argaya Goicoechea | Obispo de San Sebastián 1979-2000      | Sucesor: Juan María Uriarte Goiricelaya |